# Drawn from Life
Drawn from Life è un album in studio di Brian Eno e J. Peter Schwalm, pubblicato nel 2001 dalla Opal.

## Il disco
Caratterizzati da un'influenza "jazzy", i brani di Drawn from Life si concentrano su sonorità placide e raffinate per strumenti ad arco e sintetizzatore. Il ritmo di alcune di esse avvicina lo stile dell'album al trip hop, mentre si segnalano diversi interventi vocali, quali quello di Like Picture Part 2, cantata da Laurie Anderson.

## Critica
L'album ricevette giudizi controversi: venne infatti giudicato positivamente da The Wire e Billboard, che sostiene essere uno degli album più accessibili di Eno. In altri siti, quali The Guardian e The History of Rock Music, venne definito "a tratti sterile" e "deludente". Sempre in quest'ultimo sito è riportato che "i musicisti si comportano come un mucchio di intellettuali viziati che giocano col concetto di "suono"". Nel sito di Pitchfork il disco ha ricevuto un voto pari a 5,4 su 10.

## Tracce
Tutte le tracce sono state composte da Brian Eno e J. Peter Schwalm, eccetto dove indicato.
1. From This Moment – 1:21
2. Persis – 7:41
3. More Dust – 6:01
4. Night Traffic – 8:19
5. Two Voices – 3:59
6. Rising Dust – 7:44
7. Intenser – 5:23
8. Like Pictures Part #1 – 1:20 (composta con Holger Czukay)
9. Like Pictures Part #2 – 5:48 (composta con Laurie Anderson)
10. Bloom – 7:10

## Formazione
- Brian Eno - strumentazione elettronica
- J. Peter Schwalm - strumentazione elettronica, batteria
- Neil Catchpole - strumenti ad arco (in Persis, Rising Dust, Intenser e Like Pictures Part #2) e voce (in Intenser)
- Heiko Himmighoffen - percussioni (in Night Traffic, Rising Dust e Intenser)
- Leo Abrahams - chitarra (in Rising Dust e Intenser)
- Holger Czukay - dittafono (in Like Pictures Part #1)
- Michy Nakao - voce (in Like Pictures Part #1)
- Laurie Anderson - voce (in Like Pictures Part #2)
- Irial Darla - voce (in Bloom)